# Сілвіо Родрігес Перейра Жуніор
Сільвіо Родрігес Перейра Жуніор (порт. Sílvio Rodrigues Pereira Júnior; нар. 4 травня 1994, Рібейран-Прету) — бразильський футболіст, нападник індонезійського клубу «Персебая».

## Біографія
Вихованець клубу «Корінтіанс». Виступав у командах: «Ріу-Бранку» (Амерікана), «Ріу-Клару», «Ітуано», «Бататайс». В 2013—2015 роках в офіційних змаганнях штату Сан-Паулу провів 60 ігор, забив 24 голи.
14 лютого 2016 року підписав контракт з одеським «Чорноморцем».

## Титули і досягнення
- Володар Кубка Азербайджану (1):

«Кешла»: 2020-21